# Panteizmus
A panteizmus minden olyan tanítás, amely Istent és a világot azonosítja, ellentétben a dualisztikus felfogás minden formájával, amely Istent a világtól megkülönbözteti. Az Isten teljes transzcendenciáját hangsúlyozó teizmustól eltérően a panteizmus Isten immanenciáját emeli ki.
A 18. századi eredetű fogalom annak a különböző változatokban megjelenő felfogásnak a megnevezése, hogy Isten abszolút léte azonos a világgal. 
A panteizmus szerint az általunk tapasztalható, véges és változó-keletkező valóságot nem Isten teremtő működése hozta létre önmagától különböző valóságként, hanem ez a valóság az isteni lényeg kibontakozása, az ő önkifejtése vagy megjelenése, így tehát az "Isten" szó összefoglaló formula a világra.
A panteizmusnak sok formája lehetséges. A világnak Istennel való azonosítását sokféleképp gondolhatjuk. A panteizmus vagy a személyes Isten létét tagadja, az anyagot ruházva fel isteni attribútumokkal, vagy az anyagot oldja fel Istenben, vagy pedig az anyagot Isten kiáramlásának (emanáció) tartja.
A panteizmus egy lépés az istenhittől az ateizmus felé, illetve gyakran úgy jelentkezik, mint az ateizmus burkolt formája (pl. Spinozánál). De sem az ateizmus, mely Istent, sem az akozmizmus, mely a világot tagadja, nem nevezhető panteizmusnak, melynek jellemző vonása, hogy a világot isteni mivoltúnak tekinti, de ez isteni mivoltát is sokféleképp gondolhatjuk. A legfontosabb, hogy a világot egységesnek fogjuk fel időben is.

## Etimológia
A panteizmus összetett, görög eredetű szó: a πᾶν - pan (= "minden") és θεός - theos (= "isten") szavakból.
A panteizmust, mint fogalmat John Toland angol filozófus alkotta meg.

## Története
A panteizmus a nyugati filozófiában először az eleai iskolában jelentkezett, amelynek alapítója, Xenophanész kimondja, hogy egy az, amit mindennek nevezünk, míg Parmenidész élesebben kifejti, hogy csak az Egy létezik igazán, ez pedig változatlan, s minden ami ennek ellentmond, a sokaság, a változás, hiú látszat. Így keletkezett a filozófiai panteizmus, mely csak egy vonását, a logikai egységet, domborítja ki. Amikor a panteizmus fogalma feléledt az újplatonizmusban, az egység fogalma megmarad, de a panteizmus új vallási elemekkel bővült: a világ itt a keleti bölcseletből vett emanáció, az Egyből való kiáradás útján jön létre. 
A középkorban is jelentkezett a panteizmus, ugyancsak vallási felfogásokkal színezve. Az egy Isten fogalmában való elmélyedés, akár az elméletben tőle származtatjuk a világot, akár a vallási életben benne keressük üdvösségünket, mindig a világnak másodrendű fontosságú tényezővé való leszállításához vezet, a világot Isten mivoltának alárendelt nyilvánulásává teszi. Így fogja fel a világot az újplatonizmus, így az újplatonikus felfogásoktól általhatott keresztény gnózis, hasonlóan a középkor arab filozófusai, Alfarabi, «a tisztaság testvérei», s Averroës, akik mind a platonizmushoz hajolnak. De a skolasztikusok elseje, John Duns Scotus, is ahhoz a végső eredményhez jut, hogy Isten minden és minden Isten. Isten, úgymond, és a teremtmény nem kettő, hanem egy. Később is ráakadunk erre a felfogásra. Amalrich Benában a XII. században újra tanította; Deus est omnia, Isten minden, és tanítványa Dinánti Dávid ebben is követi. 
A misztikusok közül főleg Eckhart mester, ha nem is panteista, de misztikus föllendülésében közel jár hozzá. A középkorral véget ér a vallási színezetű panteizmus, és helyet enged egy naturalisztikus színűnek. Nicolaus Cusanus némileg átmeneti alak, a kor sokféle törekvése benne még zavaros egységben nyilatkozik, ő belőle merít később Giordano Bruno, a naturalisztikusok, és költői a panteizmus első modern képviselője. 
A teológiai panteizmus Isten fénye mellett semmisnek, Istentől származottnak látja a világot; Bruno a természetet oly fényesnek látja, hogy fölmagasztosítja istenné. Az egész reneszánszon végigvonul ez a természetért való lelkesedés, mely azután Vaniniban , Telesiusban , Paracelsusban, s másokban többé-kevésbé határozott panteisztikus felfogásokat szül. 
Ismét más alakot öltött a panteizmus az újkorban. Spinoza adja meg neki legklasszikusabb formáját az újabb matematikai (geometriai) és mechanikai kutatások hatása alatt. A panteizmus valamennyi későbbi formája Spinozától indul, habár mindig a kor szelleme külön bélyeget nyom rá. Így Goethe és Schelling panteizmusa új jelleget mutat, a biológiai kutatás föllendülése vitalisztikus vonást ad neki; Spinoza istene, mely egy a természettel, nagy mechanisztikus egység; Goethe-é hatalmas élőlény, Schellingé művészi erő, Hegelé az eszme, Schopenhaueré a vak akarat, míg a Hegel-iskola baloldala inkább a naturalizmushoz szít. Hogy így folyton alakot vált és mégis a világ egységének fogalmában azonos vonást is mutat, eléggé bizonyítja, hogy a panteizmus ama nagy alapfelfogások egyike, melyekkel az emberi értelem a világot meg akarja értetni. 

## Fajtái
- Klasszikus panteizmus kifejezés gyakran kapcsolódik Charles Hartshorne (wd) (1897–2000) amerikai filozófushoz. A panteizmus egy olyan nézetét vallja, amely hangsúlyozza Isten és a világegyetem azonosságát, de a determinizmus egy további elemével is kiegészítve. A létezés minden aspektusát egy mindent átfogó, személyes Isten részének tekinti, és gyakran olyan filozófusokhoz kötik, mint Spinoza és a sztoikusok.
- Bibliai panteizmus az az elképzelés, hogy a világegyetem Isten, és Isten a világegyetem, amely nem túl széles körben elfogadott értelmezés a keresztény hagyományon belül. A hagyományos keresztény hiedelmek, amelyek a Bibliában gyökereznek, egy személyes és transzcendens Istent hangsúlyoznak, aki különbözik a teremtett univerzumtól.
- Naturalisztikus panteizmus (wd) más néven tudományos panteizmus, a panteizmus olyan formája, amely kizárja a teista elemeket, és a világegyetem alapvető alkotóelemeire, valamint a fizika törvényeire összpontosít.
- Dualista panteizmus a panteizmus alapvető nézetét, miszerint Isten és a világegyetem egy és ugyanaz, ötvözi a dualizmus elemeivel, amely két különálló entitást vagy elvet tételez fel.
- Filozófiai panteizmus legáltalánosabb értelmében az a nézet, hogy a világegyetem és Isten egy és ugyanaz. Egy olyan világnézet, amely a világegyetemet egy mindent átfogó, immanens istenségnek tekinti, ahol minden ennek része.